# Монклар (Жер)
Монкла́р (фр. Monclar) — коммуна во Франции, находится в регионе Юг — Пиренеи. Департамент — Жер. Входит в состав кантона Казобон. Округ коммуны — Кондом.
Код INSEE коммуны — 32264.

## География
Коммуна расположена приблизительно в 580 км к югу от Парижа, в 130 км западнее Тулузы, в 65 км к северо-западу от Оша.

## Климат
Климат умеренно-океанический. Лето жаркое и немного дождливое, температура часто превышает 35 °С. Зимой часто бывает отрицательная температура и ночные заморозки. Годовое количество осадков — 700—900 мм.

## Население
Население коммуны на 2010 год составляло 199 человек.
| 1962 | 1968 | 1975 | 1982 | 1990 | 1999 | 2010 |
| ---- | ---- | ---- | ---- | ---- | ---- | ---- |
| 219  | 162  | 147  | 144  | 153  | 135  | 199  |

## Администрация
| Период | Период | Фамилия     | Партия | Примечания |
| ------ | ------ | ----------- | ------ | ---------- |
| 2001   | 2020   | Жозетта Фит |        |            |

## Экономика
В 2010 году среди 121 человека трудоспособного возраста (15-64 лет) 91 были экономически активными, 30 — неактивными (показатель активности — 75,2 %, в 1999 году было 67,4 %). Из 91 активных жителей работали 83 человека (46 мужчин и 37 женщин), безработных было 8 (2 мужчин и 6 женщин). Среди 30 неактивных 6 человек были учениками или студентами, 12 — пенсионерами, 12 были неактивными по другим причинам.